# 6
6 (VI) var ett normalår som började en fredag i den julianska kalendern.

## Händelser

### Okänt datum
- Herodes Archelaus avsätts som furste över Judeen, Samarien och Idumeen och landsförvisas till Gallien.
- Judeen och Moesia blir romerska provinser; Syria vaktas av legionerna X Fretensis, III Gallica, VI Ferrata och XII Fulminata.
- Augustus skapar ett särskilt finansdepartement, aerarium militare, för att betala bonusar till pensionerade legionärsveteraner.
- Tiberius gör Carnuntum till sin ioperationsbas mot Maroboduus; den romerska legionen XX Valeria Victrix kämpar med Tiberius mot markomannerstammen.
- Ett romerskt fort börjar byggas och blir grunden för den nuvarande staden Wiesbaden.
- Quirinius genomför en folkräkning i Judeen (enligt Josefus), vilken resulterar i en revolt i provinsen, ledd av Judas från Galiléen och stödd av fariséen Sadoq. Revolten slås ner och rebellerna korsfästs, men den leder till att selotrörelsen, vars medlemmar ser Gud som sin ende rätte herre, uppstår.
- Romarna anfaller kung Marbod, grundläggaren av den markomanniska staten i Böhmen.
- På grund av matbrist i Rom fördubblar Augustus de sädesransoner, som delas ut till folket.
- På grund av en katastrofal brand i Rom skapas ett kasernsystem för snabbare aktion i händelse av nödsituationer.
- Ru Zi Ying tar över den kinesiska tronen och påbörjar så Handynastins Jushe-era.
- Folk som vill kandidera till politiska poster i Kina måste från och med nu bli undersökta av offentliga tjänstemän.

## Födda
- Jesus, judisk profet och grundare av kristendomen; detta år anses som det sista möjliga födelseåret för Jesus, baserat på Quirinius folkräkning detta år. Det troligaste är dock, att han föddes någon gång mellan 7 och 4 f.Kr.
- Nero Caesar, son till Germanicus och Agrippina d.ä.
- Milonia Caesonia, romersk kejsarinna (död 41)

## Avlidna
- Kleopatra Selene II, egyptisk härskare över Cyrenaica och Libyen
- Orodes III, kortvarig kejsare av Partien